# Jure Divić
Jure Divić (Takapuna, Novi Zeland, 1969.), hrvatski pisac, novinar, fotograf.
Piše i fotografira za Hrvatska izvještajna novinska agencije (HINA). Član je Zbora Fotoreportera Hrvatske. Fotografira za hrvatsku foto agenciju Pixsell i za američku foto agenciju Shutterstock.

## Nagrade i priznanja
Višestruko je nagrađivan u tuzemstvu i inozemstvu (SAD, Francuska) za svoj fotografski rad u području umjetničke fotografije. Izlagao na preko 30 samostalnih izložbi[nedostaje izvor] fotografija te preko 40 skupnih izložbi u zemlji i inozemstvu.
- Pjesma "Čuvam te" uvrštena mu je u antologiju Najljepše hrvatske ljubavne poezije 2005. g.
- Dobitnik je nagrade Hrvatske turističke zajednice za najbolju dokumentarno-umjetničku fotografiju zagađenja okoliša.
- Dobitnik je Nagrade WH Festa u BiH za najbolju kratku priču za priču Svečano padanje u nesvist.
- Dobitnik Osobne nagrade Grada Vrgorca 2008.[4]
- Dobitnik nagrade "Čovjek-ključ uspjeha" Turističke zajednice Vrgorca 2010.[5]
- Uvršten u Trogirsku antologiju najljepših priča 2012.
- Dobitnik je Nagrade WH Festa 2015. u BiH za najbolju kratku priču za priču Katolička misija.
- Uvršten u antologiju aforizama "Među biserima" 2017.
- Dobitnik Srebrne plakete na Međunarodnoj izložbi fotografije Otok i more 2018. g.[6][7]
- Dobitnik Certifikata balkanske pjesničke unije za kvalitet pjesničke kreacije iskazan u pjesmi "Tetris" 2020. g.
- Pjesma „Tetris“ uvrštena u knjigu Najbolja poezija godine 2020.
- Uvršten u Zbornik najboljih humorističnih priča napisanih na čakavštini "Pinka smija", s pričom "Ostani doma". 2021. g.
- Dobitnik druge nagrade na foto najtječaju "Južni" za fotografiju "Zalazak sunca nad Lukom Ploče" 2022. g

## Vanjske poveznice
- Makarsko primorje  Arhivirana inačica izvorne stranice od 20. veljače 2021. (Wayback Machine) Jure Divić: Volim ponirati u ljudske karaktere
- Jure Divić – Hroničar malog velikog grada